# Герас (міфологія)
У грецькій міфології Герас ([ˈdʒɪərəs], дав.-гр. Γῆρας) був богом старості . Він зображався у вигляді крихітного зморщеного старого. Протилежністю Гераса була Геба, богиня молодості. Його римським еквівалентом був Сенект. Він відомий насамперед із малюнків на вазах, які зображують його з героєм Гераклом ; міфічна історія, яка надихнула ці зображення, втрачена.

## Сім'я
За словами Гесіода, Герас був сином Нікса .  Гігін додає, що його батьком був Ереб . 

## Призначення
Герас у втіленні в людей представляв чесноту: чим більше gēras людина набуває, тим більше kleos (слави) і arete (досконалості та хоробрості) вона має. У давньогрецькій літературі споріднене слово géras (γέρας) також може означати вплив, владу чи владу; особливо те, що походить від слави, гарної зовнішності та сили, досягнутої завдяки успіху в битві чи змаганні. Подібне використання цього значення можна знайти в «Одіссеї » Гомера, де присутня очевидна стурбованість різних царів щодо géras , який вони передадуть своїм синам через їхні імена.  Занепокоєння є значущим, оскільки вважається, що в цей час царі (наприклад, Одіссей) правили за загальною згодою, враховуючи могутність їхнього впливу, а не спадково .   Грецьке слово γῆρας ( gĕras ) означає «старість» або в інших джерелах «мертва шкіра» чи «скинута луска змії»; це слово є коренем англійських слів, наприклад «геріатричний». 